# 龍城神社
龍城神社（たつきじんじゃ）は、愛知県岡崎市康生町にある神社。岡崎城の跡地に鎮座し、東照宮の一つである。

## 起源と歴史
- 1452年（宝徳4年）または1455年（康正元年） - 社伝によると、三河国守護代・西郷稠頼が岡崎城を築城した際に龍神が現れ、城の井戸から水を噴出させて天に去っていたという。以降、天守に龍神を祀り、城の名を龍ヶ城、井戸の名を龍の井と称したという。
- 1543年（天文12年） - 岡崎城で徳川家康が誕生した際にも金色の龍が現れたという。
- 1624年～1643年（寛永年間） - 徳川家康を祭神として東照宮を岡崎城天守に祀る。
- 1770年（明和7年） - 岡崎藩主本多忠粛により東照宮は岡崎城三の丸に遷座。本丸には本多忠勝を祭神（映世大明神）とする映世神社が創建される。
- 1876年（明治9年） - 東照宮を岡崎城本丸に遷座、映世神社と合祀して龍城神社に改称する。社殿が造営される。
- 1880年（明治13年） -  岡崎東照宮に改称する。
- 1912年（大正元年） - 再び龍城神社に改称。
- 1915年（大正3年）
  - 県社となる[1]。
  - 4月、岡崎市内で「家康忠勝両公三百年祭」が開催される[2]。
- 1948年（昭和23年） -  2月10日、焼失[3]。
- 1954年（昭和29年） - 4月、本殿が完成[4]。
- 1964年（昭和39年） - 社殿が再建される。このさいに天神地祇、戦没者を合祀した。

## 祭礼
- 例祭（4月17日）
- 映世祭（10月18日）[5][6]
- 降誕祭（12月26日）[7][8]

## ギャラリー

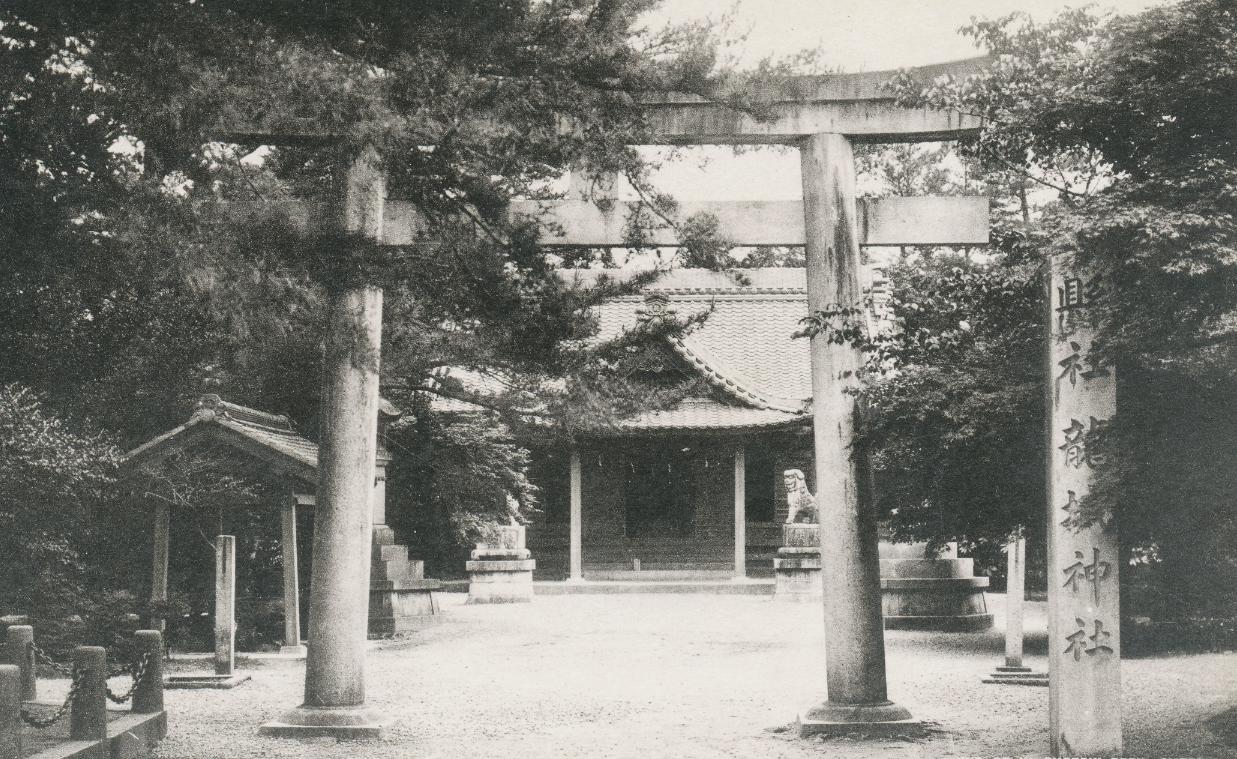
鳥居、焼失する前の本殿
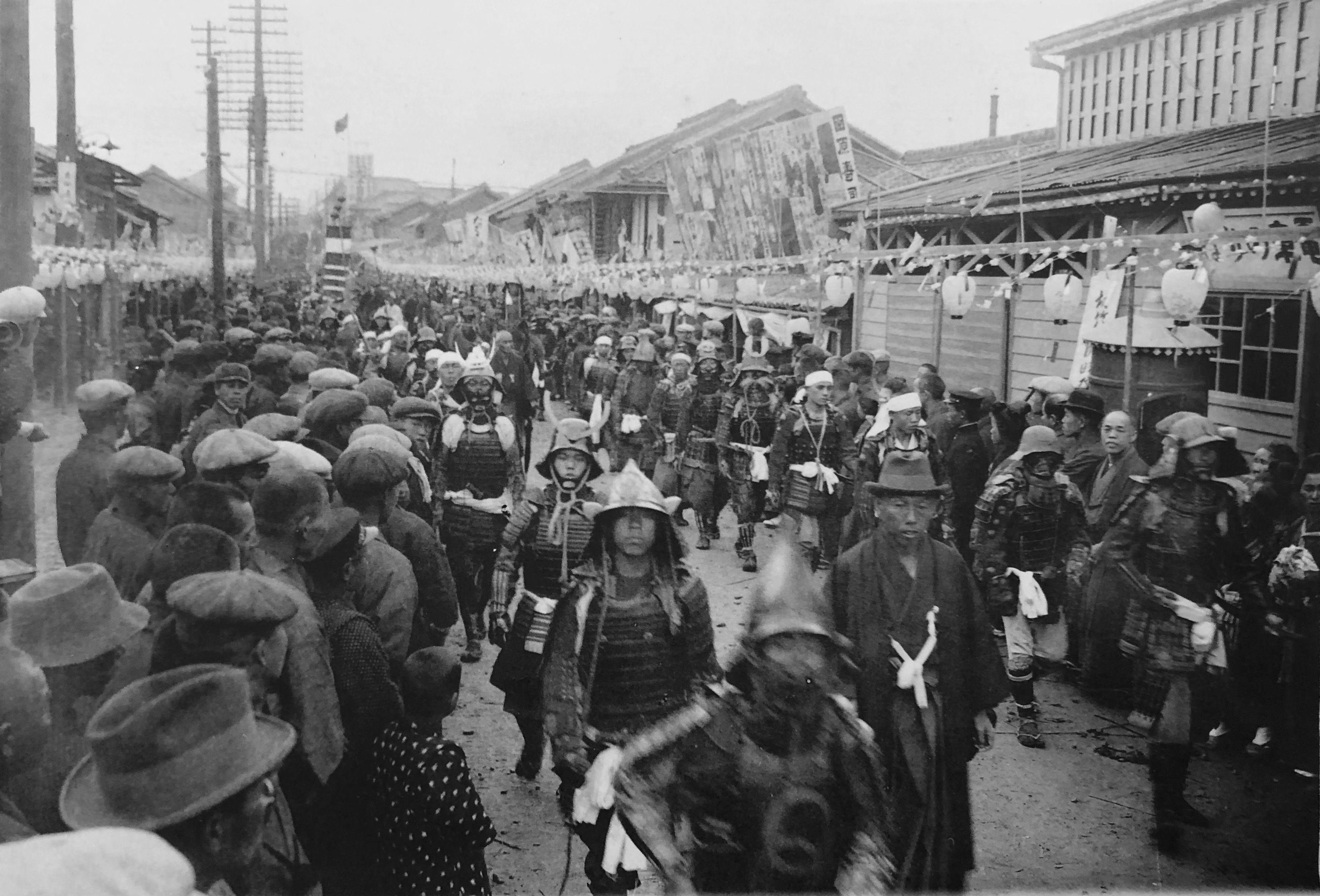
家康忠勝両公三百年祭（1915年4月）
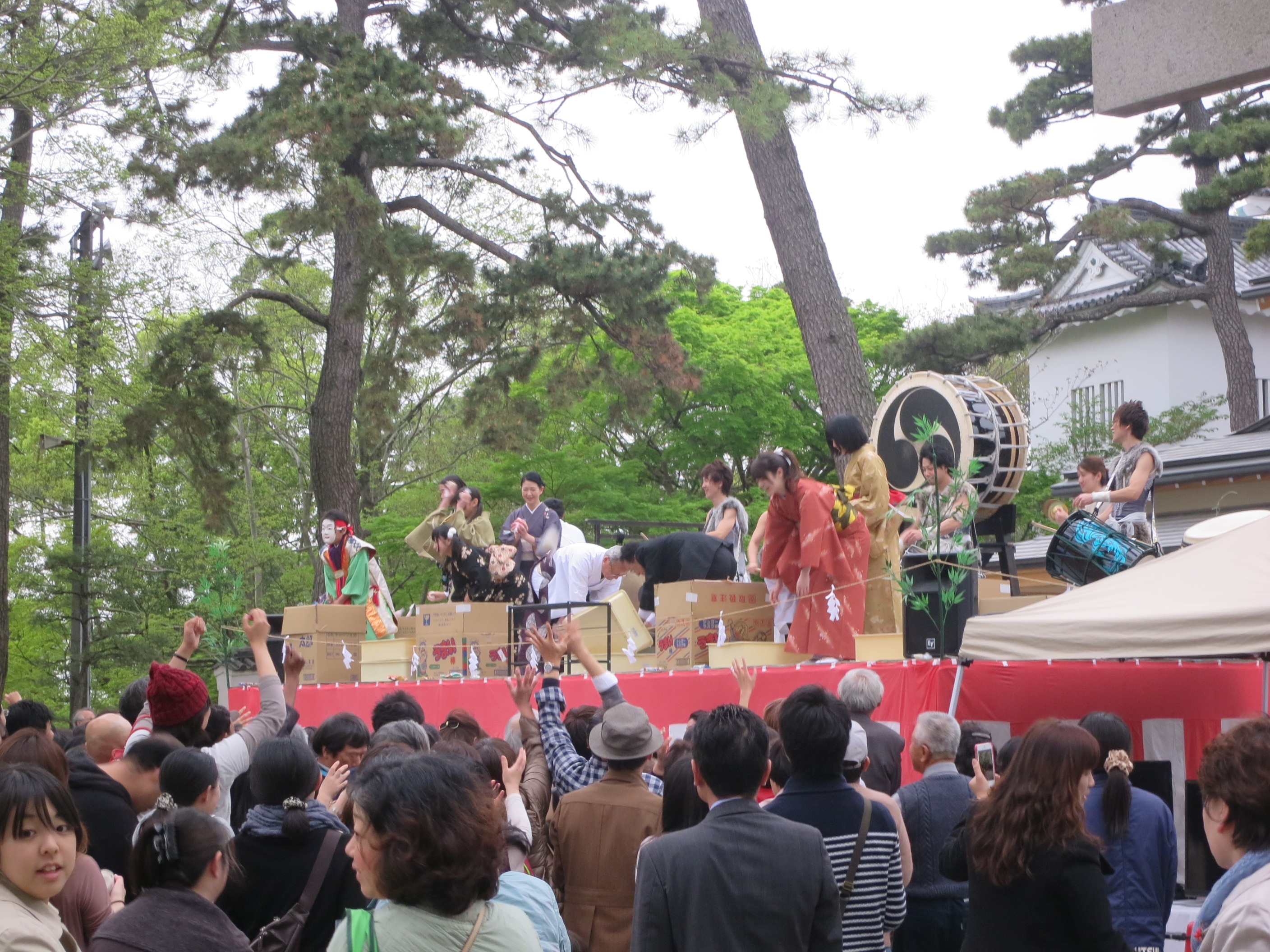
徳川家康公四百年式年大祭（2015年4月19日）
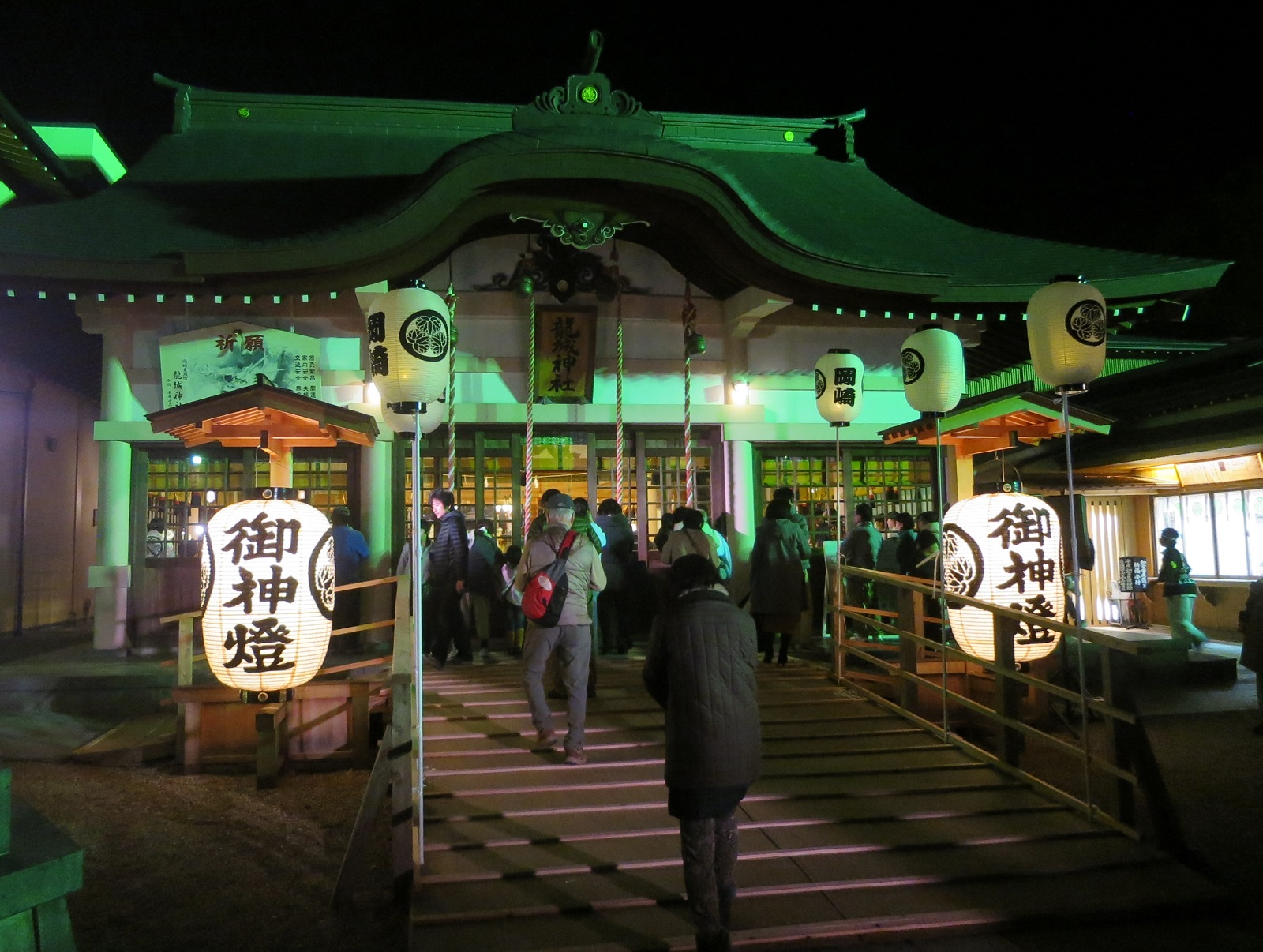
参詣者
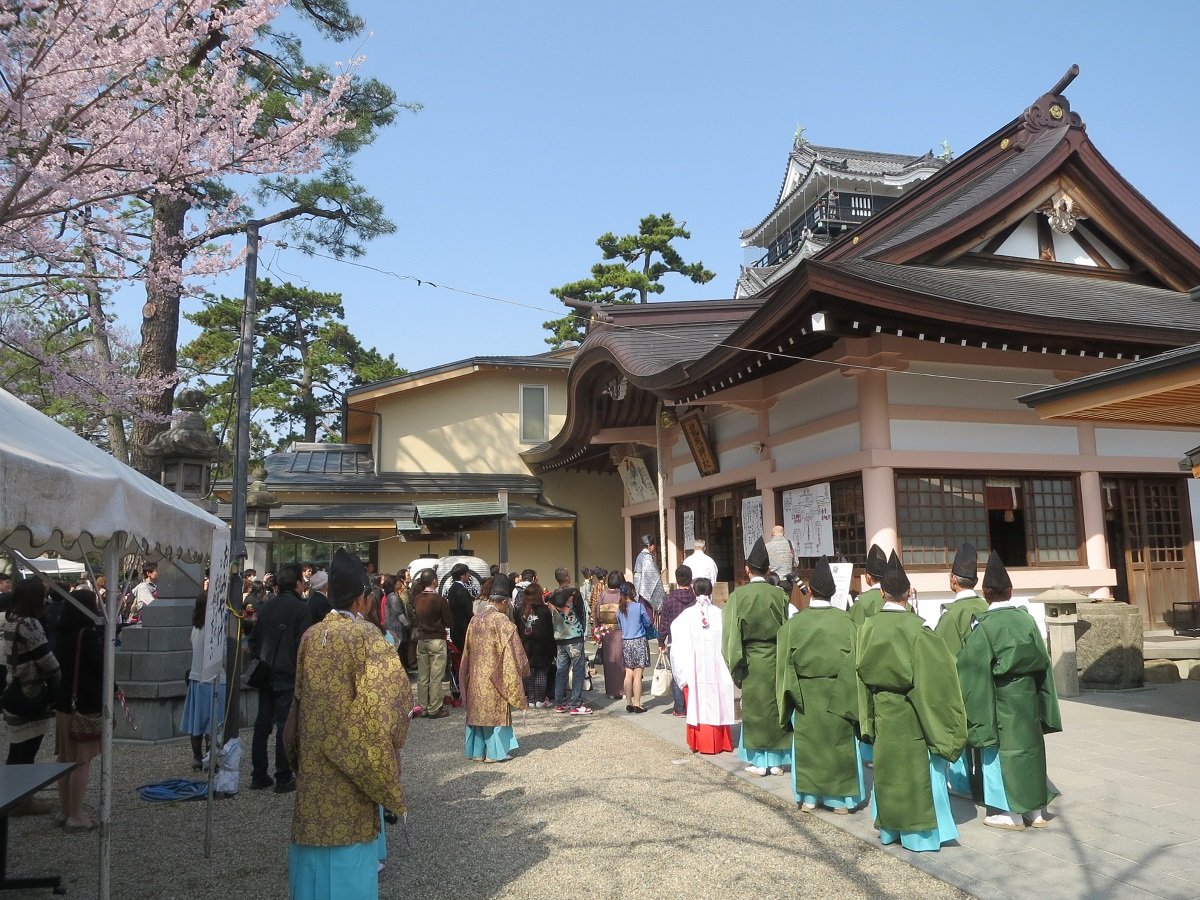
桜の季節
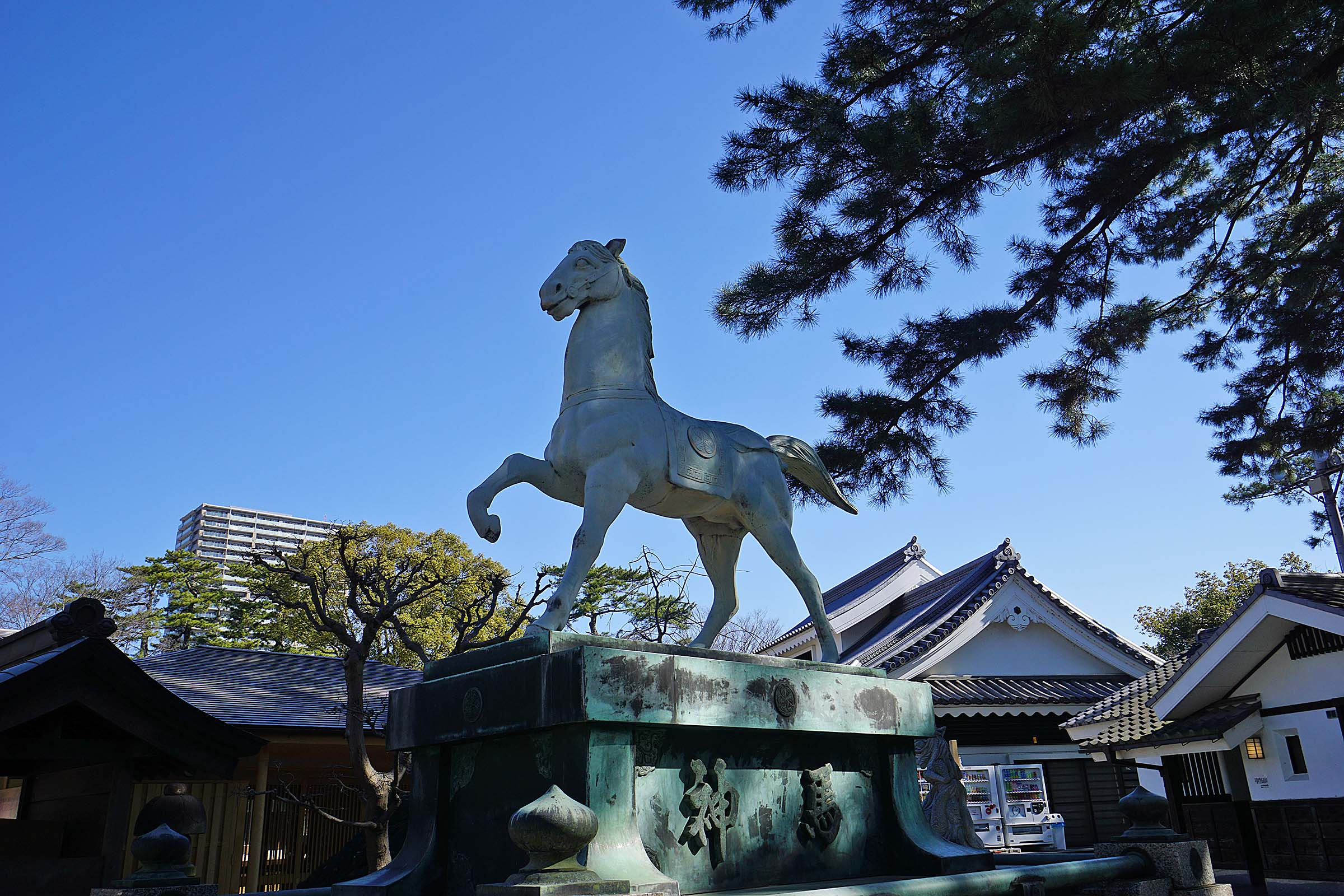
神馬

## 交通アクセス
- 名鉄名古屋本線「東岡崎駅」下車、徒歩で約15分。